# JSDoc
JSDoc — генератор документации в HTML-формате из комментариев исходного кода на JavaScript. Синтаксис JSDoc похож на синтаксис Javadoc, который используется для документирования кода на Java, но предназначен для работы с языком JavaScript, который является более динамичным, и поэтому JSDoc не совместим с Javadoc. Как и Javadoc, JSDoc позволяет программисту создавать доклеты и теги, которые могут быть выведены в файл, например HTML или RTF.

## Теги JSDoc
Хотя этот список не полон, следующие теги активно используются.
| Тег          | Описание                                                                       |
| ------------ | ------------------------------------------------------------------------------ |
| @author      | Имя разработчика                                                               |
| @constructor | Маркирует функцию как конструктор                                              |
| @deprecated  | Маркирует метод устаревшим и не рекомендуемым                                  |
| @exception   | Синоним для @throws                                                            |
| @param       | Описывает аргумент функции; можно указать тип, задав его в фигурных скобках    |
| @private     | Означает, что метод приватный                                                  |
| @return      | Описывает возвращаемое значение                                                |
| @returns     | Синоним return                                                                 |
| @see         | Описывает связь с другим объектом                                              |
| @this        | Задает тип объекта, на который указывает ключевое слово «this» внутри функции. |
| @throws      | Описывает исключения, выбрасываемые методом                                    |
| @version     | Версия библиотеки                                                              |

## Пример
Пример использования JSDoc.
```
class
 
Circle
 
{

   
/**

    * Создает экземпляр Circle.

    *

    * @constructor

    * @this  {Circle}

    * @param {number} r - Радиус окружности.

    */

    
constructor
(
r
)
 
{

        
/** @private */

        
this
.
radius
 
=
 
r
;

        
/** @private */

        
this
.
circumference
 
=
 
2
 
*
 
Math
.
PI
 
*
 
r
;

    
}

    

    
/**

     * Подсчитывает длину окружности

     *

     * @deprecated

     * @this   {Circle}

     * @return {number} Длина окружности.

     */

    
calculateCircumference
()
 
{

        
return
 
2
 
*
 
Math
.
PI
 
*
 
this
.
radius
;

    
}

    

    
/**

     * Возвращает длину окружности, вычисленную заранее.

     *

     * @this   {Circle}

     * @return {number} Длина окружности.

     */

    
getCircumference
()
 
{

        
return
 
this
.
circumference
;

    
}

    

    
/**

     * Строковое представление объекта Circle.

     *

     * @override

     * @this   {Circle}

     * @return {string} Информация об объекте Circle.

     */

     

    
toString
()
 
{

        
return
 
"A Circle object with radius of "
 
+
 
this
.
radius
 
+
 
"."
;

    
}

    

    
/**

     * Создает новый экземпляр Circle по диаметру.

     *

     * @param  {number} d - Диаметр окружности.

     * @return {Circle} Новый объект Circle.

     *

     * @static

     */

    
static
 
fromDiameter
(
d
)
 
{

        
return
 
new
 
Circle
(
d
 
/
 
2
);

    
}

}

```

## История
Самый ранний пример использования комментариев в стиле Javadoc для документирования JavaScript кода приходится на 1999 год и проект Netscape/Mozilla Rhino.

## Использование JSDoc
- Google’s Closure Linter и Closure Compiler
- Синтаксис JSDoc был описан в книге издательства Apress Foundations of Ajax ISBN 1-59059-582-3.
- Visual Studio, IntelliJ IDEA, PhpStorm, WebStorm и RubyMine понимают синтаксис JSDoc.
- Для Eclipse IDE существуют плагины, реализующие синтаксис JSDoc. Редактор Aptana Studio, основанный на Eclipse, поддерживает ScriptDoc и включает некоторые файлы на JavaScript, откомментированные в ScriptDoc.
- Mozile Архивная копия от 6 октября 2018 на Wayback Machine, Mozilla Inline Editor использует JSDoc.

## Генераторы документации
- Официальная страница JSDoc 3, содержит учебные пособия и документацию по использованию. Генерирует HTML
- Подмножество JSDoc3 Архивная копия от 16 октября 2014 на Wayback Machine, генерирующий Markdown файлы